# Thyrsacanthus nitidus
Thyrsacanthus nitidus är en akantusväxtart som beskrevs av Nees.. Thyrsacanthus nitidus ingår i släktet Thyrsacanthus och familjen akantusväxter. Inga underarter finns listade i Catalogue of Life.